# Carla Hayden

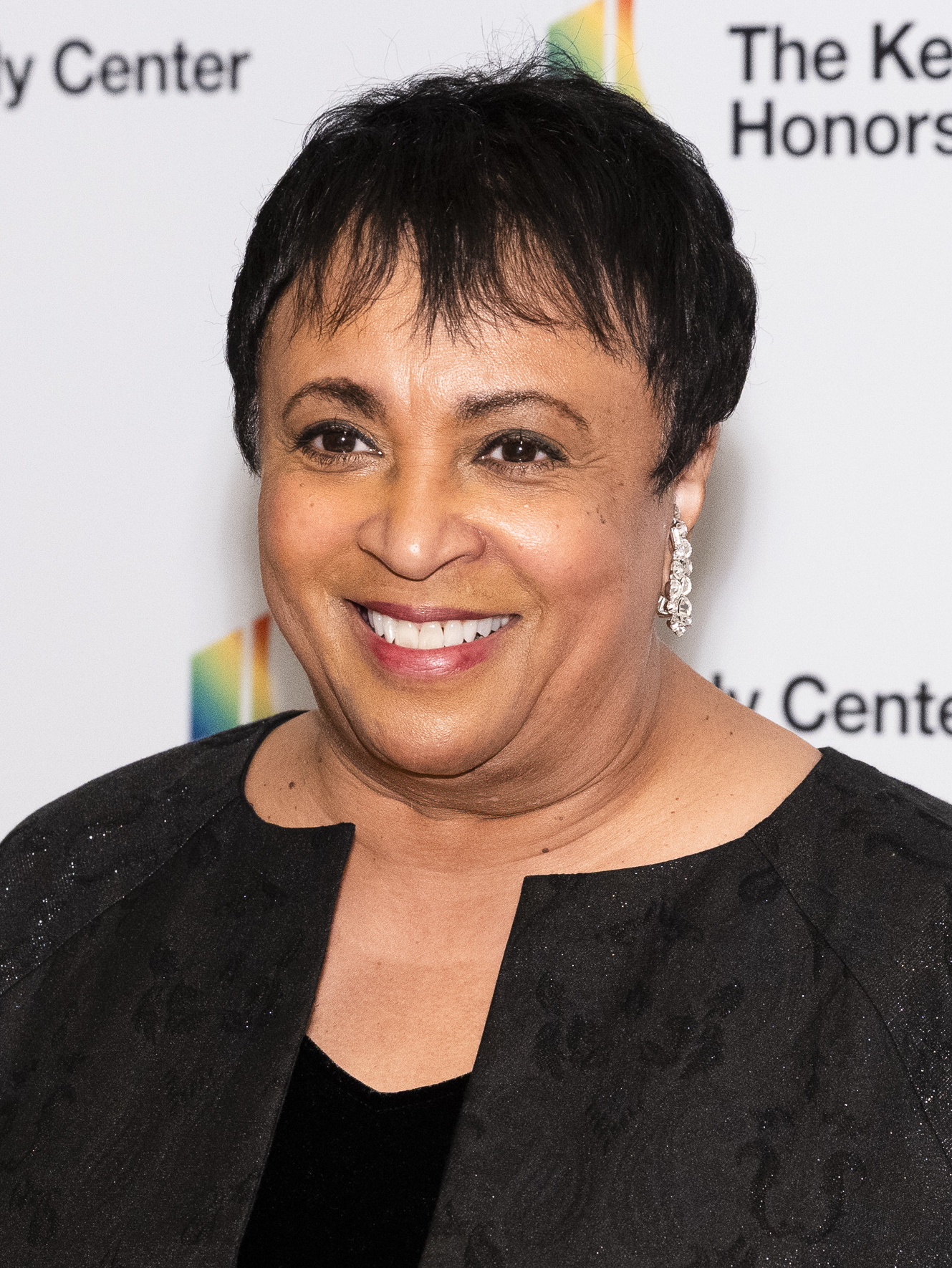
Carla Hayden (2021)

Carla Diane Hayden (* 10. August 1952 in Tallahassee, Florida) ist eine US-amerikanische Bibliothekarin und war seit September 2016 Leiterin der Library of Congress. Im Mai 2025 wurde sie von Präsident Trump entlassen.

## Leben
Hayden studierte an der Roosevelt University (Chicago) und an der University of Chicago, wo sie auch in Bibliothekswissenschaft promoviert wurde. Anschließend lehrte sie an der University of Pittsburgh, bevor sie als Kinderbibliothekarin an die Chicago Public Library wechselte. Ab 1991 war sie stellvertretende Leiterin dieser Bibliothek, 1993 wurde sie dann Leiterin der Enoch Pratt Free Library in Baltimore. Während der Unruhen in Baltimore, die im April 2015 nach dem Tod in Polizeigewahrsam von Freddie Gray ausbrachen, sorgte sie dafür, dass die Bibliotheksfilialen in der Stadt offen blieben, um als sicherer Ort für Familien und Kinder zu dienen.
Am 24. Februar 2016 schlug US-Präsident Barack Obama Hayden als nächste Librarian of Congress vor. Der US-Senat bestätigte die Nominierung am 13. Juli 2016. Ihre Vereidigung erfolgte am 14. September 2016. Sie ist die erste Frau und erste Afroamerikanerin in dieser Position. Im Gegensatz zu ihren Vorgängern, die auf Lebenszeit berufen worden waren, betrug ihre Amtszeit zehn Jahre. Mehr als ein Jahr vorher entließ Präsident Trump sie am 8. Mai 2025 mit sofortiger Wirkung. Der Entlassung waren Angriffe der konservativen Stiftung American Accountability Foundation (AAF) im sozialen Netzwerk X vorausgegangen. Dort hieß es unter anderem: „Die derzeitige #LibrarianOfCongress Carla Hayden ist woke, anti-Trump, und fördert trans Kinder. Es ist an der Zeit, sie zu entlassen und einen neuen Mann für diesen Job einzustellen!“ Führende Demokraten im Repräsentantenhaus protestierten gegen die Entlassung und verlangten von der Regierung eine Erklärung der genauen Gründe. Auch die American Library Association und die Poets Laureate Tracy K. Smith, Joy Harjo und Ada Limón kritisierten die Entscheidung. Zu Haydens Nachfolger wurde vorläufig der Rechtsanwalt Todd Blanche bestellt, der über keine bibliothekarische Ausbildung verfügt.

## Ämter und Mitgliedschaften
Von 2003 bis 2004 war Hayden Präsidentin der American Library Association. In dieser Funktion machte sie als entschiedene Kritikerin des USA Patriot Act von sich reden.

## Auszeichnungen
- 1995: National Librarian of the Year Award des Library Journal
- 2016: In der Liste der World's 50 greatest leaders der Zeitschrift Fortune[12]
- 2018: Mitglied der American Academy of Arts and Sciences
- 2020: Mitglied der American Philosophical Society
- 2023: Benennung eines Asteroiden nach ihr: (16397) Carlahayden[13]

## Veröffentlichungen (Auswahl)
- Venture into cultures: A resource book of multicultural materials and programs. American Library Association, Chicago und London 1992, ISBN 0-8389-0579-X.
- New approaches to Black recruitment. In: E. J. Josey (Hrsg.): The Black librarian in America revisited. Scarecrow Press, Metuchen (New Jersey) 1994, ISBN 978-0810828308, S. 55–64.